# Pretzdorf

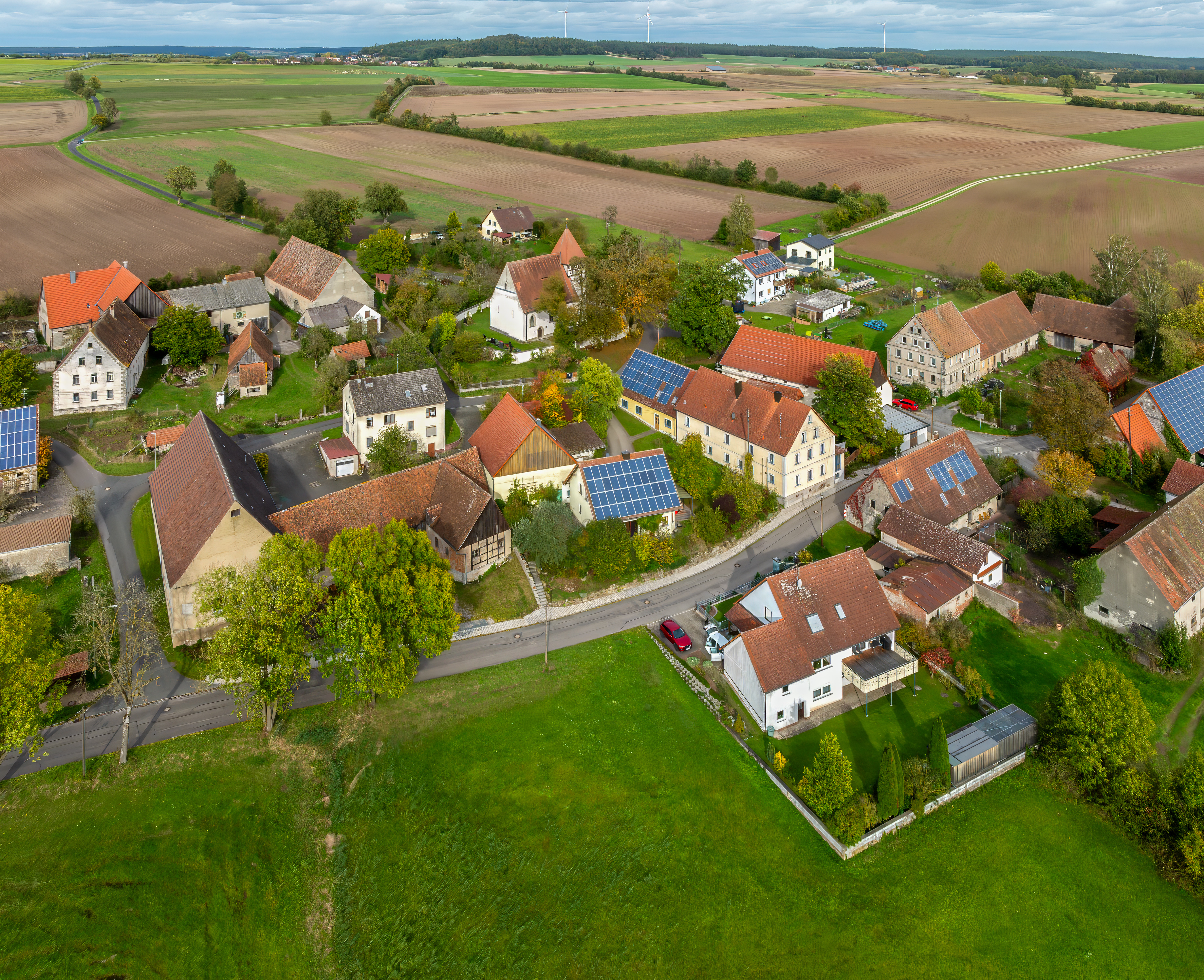
Luftbild mit Filialkirche St. Katharina

Pretzdorf ist ein Gemeindeteil des Marktes Vestenbergsgreuth im Landkreis Erlangen-Höchstadt (Mittelfranken, Bayern). Pretzdorf liegt in der Gemarkung Kleinweisach.

## Geografie
Der Weiler mit Kirche liegt am Nordufer der Kleinen Weisach. Im Norden grenzen Acker- und Grünland an, im Nordwesten Hanfgrund genannt. Im Süden jenseits der Kleinen Weisach gibt es ein Waldgebiet in Hügellage, einen Ausläufer des Steigerwaldes. 1 km südwestlich gibt es die Erhebung Märzenberg (378 m ü. NHN). Die Kreisstraße ERH 18/NEA 5 verläuft nach Hombeer zur Staatsstraße 2256 (1 km westlich) bzw. nach Kleinweisach (1,6 km östlich).

## Geschichte
Der Ort wurde möglicherweise 1152 als „Breezendorf“ erwähnt. 1311 erwarb das Kloster Ebrach im Ort Grundbesitz. 1482 wurde die Katharinenkirche erbaut, die von den Nürnberger Patriziern Rieter gestiftet wurde. 1801 gab es im Ort Nürnbergische und Castell-Remlingische Untertanen. Der Ort gehörte zu dieser Zeit zum Neustädter Kreis des preußischen Verwaltungsgebietes Ansbach-Bayreuth.
Im Rahmen des Gemeindeedikts wurde Pretzdorf dem 1808 gebildeten Steuerdistrikt Breitenlohe zugewiesen, 1810 dann dem neu gebildeten Steuerdistrikt Kleinweisach. 1818 wurde die Ruralgemeinde Kleinweisach gebildet, zu der der Ort gehörte. Vier Anwesen unterstanden in der freiwilligen Gerichtsbarkeit dem Castellschen Patrimonialgericht Pretzdorf (1820–1828).
Am 1. Januar 1972 wurde Pretzdorf im Zuge der Gebietsreform in die neu gebildete Gemeinde Weisachgrund eingegliedert. Diese wurde am 1. Mai 1978 in den Markt Vestenbergsgreuth eingegliedert.

### Baudenkmal
- Haus Nr. 7: Evangelisch-lutherische Filialkirche St. Katharina

### Einwohnerentwicklung
| Jahr      | 001819 | 001861 | 001871 | 001885 | 001900 | 001925 | 001950 | 001961 | 001970 | 001987 | 002020 |
| Einwohner | 57     | 60     | 64     | 62     | 56     | 58     | 78     | 44     | 41     | 34     | 29     |
| Häuser    |        |        |        | 9      | 9      | 10     | 11     | 10     |        | 9      |        |
| Quelle    | [ 10 ] | [ 11 ] | [ 12 ] | [ 13 ] | [ 14 ] | [ 15 ] | [ 16 ] | [ 17 ] | [ 18 ] | [ 19 ] | [ 1 ]  |

## Religion
Der Ort ist seit der Reformation evangelisch-lutherisch geprägt und nach St. Maria (Kleinweisach) gepfarrt. Die Einwohner römisch-katholischer Konfession sind nach Kreuzerhöhung (Breitenlohe) gepfarrt.